# البطة الزرقاء
البَطَّةُ الزَّرقَاءُ هو طائرٌ يتبعُ فصيلة شهرمانية، والمُمثِّلُ الوحيد لِجنس (الاسم العلمي: Hymenolaimus)؛ المستوطنة في نيوزيلندا.